# Menhir Curru Tundu
Le menhir Curru Tundu ou Corru Tundu (en italien : menhir (di Monte) Curru Tundu) est un mégalithe datant du Néolithique situé près de Villa Sant'Antonio, commune italienne de la province d'Oristano, en Sardaigne. C'est l'un des plus grands menhirs d'Italie. 

## Situation
Le menhir se dresse au sommet de la colline Curru Tundu, à environ deux kilomètres au nord de Villa Sant'Antonio, située à une trentaine de kilomètres à l'est d'Oristano.
Dans les environs se trouvent le menhir de Tuttiricchiu et les Domus de Janas, un ensemble de nécropoles préhistoriques creusées dans la roche.

## Description
Le monolithe, composé de tuf trachytique gris, mesure 5,75 m de hauteur. Son sommet a probablement été brisé par la foudre.
Il pourrait symboliser un phallus. Certains menhirs à forme plus ou moins phallique étaient liés au culte de la fécondité.

## Histoire
Le menhir est inscrit sur la liste du patrimoine mondial en 2025 par l'UNESCO, en tant que partie du bien « Tradition funéraire dans la Sardaigne préhistorique – Les domus de janas ».